# Глухая постальвеолярная аффриката
Глуха́я постальвеоля́рная аффрика́та — согласный звук, использующийся во многих языках. В английском и испанском, как правило, выражается диграфом /ch/, в русском языке есть приближённый звук /ч/, однако он является альвеоло-палатальной аффрикатой (tɕ͡).
Исторически, этот звук произошёл от глухого велярного взрывного звука [k] (в английском, славянских и романских языках) или от глухого зубного взрывного звука [t] путём палатализации, особенно в позиции перед передней гласной.

## Свойства
Свойства глухой постальвеолярной аффрикаты:
- Способ образования — свистящий аффрикативный, что значит, что воздушная струя должна быть сначала полностью остановлена, а затем выпущена через узкий канал, вызывая высокочастотное дрожание.
- По месту образования согласная палато-альвеолярная, то есть частично палатализированная постальвеолярная, то есть кончик языка немного загнут и находится около твёрдого нёба, не касаясь альвеолярного отростка, а позади него.
- Звук глухой, что значит, что он производится без вибрации голосовых связок.
- Это оральная согласная, что означает, что звук проходит только через рот.
- Согласная центральная, то есть воздушная струя проходит по центру языка, а не по бокам.
- Механизм образования воздушной струи — лёгочный экспираторный, что значит, что звук производится выталкиванием воздуха из лёгких через речевой тракт, а не через голосовую щель или рот.

## Транскрипция
В международном фонетическом алфавите используются два символа, чтобы отображать этот звук: t и ʃ. Также они могут быть соединены с помощью перемычки сверху (t͡ʃ), а к символу t может быть добавлено подчёркивание (t̠ʃ). Ранее использовалась лигатура ʧ. В различных языках может отображаться как:
- c (итальянский и румынский, перед e и i);
- č, cs, cz, tš (славянские, венгерский);
- ch (английский и испанский);
- ç (тюркские);
- tch (французский);
- tsch (немецкий);
- tj (нидерландский);
- ĉ (эсперанто);
- ig, tx (каталанский);
- tx (баскский) и другие.

## Примеры
| Язык                                     | Слово             | МФА                       | Значение           | Примечания                                                                           |
| ---------------------------------------- | ----------------- | ------------------------- | ------------------ | ------------------------------------------------------------------------------------ |
| Азербайджанский                          | Əkinçi            | [ækint͡ʃi]                 | «пахарь»           |                                                                                      |
| Албанский                                | çelur             | [t͡ʃɛluɾ]                  | «открыть»          |                                                                                      |
| Алеутский                                | chamĝul           | [t͡ʃɑmʁul]                 | «мыть»             |                                                                                      |
| Амхарский                                | አንቺ               | [ant͡ʃi]                   | «ты» (ж.р., ед. ч) |                                                                                      |
| Английский                               | bleach            | МФА: [bliːt͡ʃ]о файле      | «отбеливать»       | См. Английская фонология                                                             |
| Арабский                                 | مكتبة             | [ˈmat͡ʃt̪abɐ]               | «библиотека»       | соответствует [k] в стандартном арабском и других диалектах. См. Арабская фонология. |
| Арабский                                 | كتاب              | [t͡ʃiˈt̪aːb]                | «книга»            | соответствует [k] в стандартном арабском и других диалектах. См. Арабская фонология. |
| Армянский                                | ճնճղուկ           | МФА: [tʃəntʃʁuk]о файле   | «воробей»          | См. Армянская фонология                                                              |
| Баскский                                 | txalupa           | [t͡ʃalupa]                 | «лодка»            |                                                                                      |
| Белорусский                              | чарка             | [t͡ʃarka]                  | «рюмка»            |                                                                                      |
| Бенгальский                              | চশমা               | [t͡ʃɔʃma]                  | «очки»             | Контрастирует с придыхательной формой. См. Бенгальская фонология.                    |
| Венгерский                               | gyümölcslé        | МФА: [ɟymølt͡ʃleː]о файле  | «фруктовый сок»    | См. Венгерская фонология                                                             |
| Гаитянский креольский                    | match             | [mat͡ʃ]                    | «матч»             |                                                                                      |
| Грузинский                               | ჩიხი              | [t͡ʃixi]                   | «тупик»            |                                                                                      |
| Иврит                                    | צ'כיה             | [t͡ʃɛxja]                  | «Чехия»            | См. Фонология иврита                                                                 |
| Испанский                                | chafar            | [t͡ʃaˈfaɾ]                 | «выравнивать»      | См. Испанская фонология                                                              |
| Итальянский                              | ciao              | МФА: [t͡ʃao]о файле        | «чао»              | См. Итальянская фонология                                                            |
| Каталанский                              | raig              | [ˈrat͡ʃ]                   | «луч»              |                                                                                      |
| Киче                                     | K’iche'           | [kʼit͡ʃeʔ]                 | «киче»             | Контрастирует с эжективной формой                                                    |
| Коптский                                 | ϭⲟϩ               | [t͡ʃoh]                    | «прикосновение»    |                                                                                      |
| Малайский                                | cuci              | [t͡ʃut͡ʃi]                  | «мыть»             |                                                                                      |
| Мальтийский                              | bliċ              | [blit͡ʃ]                   | «отбеливать»       |                                                                                      |
| Нунггубую                                | [t͡ʃaɾo]           | [t͡ʃaɾo]                   | «игла»             |                                                                                      |
| Немецкий                                 | Tschinelle        | [t͡ʃiˈnɛlə]                | «кимвал»           | См. Немецкая фонология                                                               |
| Норвежский                               | kjøkken           | [t͡ʃøkːen]                 | «кухня»            | Только в некоторых диалектах, см. Норвежская фонология                               |
| Бразильский вариант португальского языка | presidente        | [pɾeziˈdẽt͡ʃi]             | «президент»        | Аллофон /t/. См. Фонология португальского языка                                      |
| Ротуманский                              | joni              | [ˈt͡ʃɔni]                  | «бежать»           |                                                                                      |
| Румынский                                | cer               | [t͡ʃe̞r]                    | «небо»             | См. Румынская фонология                                                              |
| Русский                                  | лучше             | МФА: [lut͡ ʃʂɨ]о файле     |                    | См. Русская фонология                                                                |
| Сапотекский                              | chane             | [t͡ʃanɘ]                   |                    |                                                                                      |
| Сербский                                 | Чоколада/čokoláda | МФА: [t͡ʃɔkɔˈlaːda]о файле | «шоколад»          | См. Сербская фонология                                                               |
| Суахили                                  | jicho             | [ʄit͡ʃo]                   | «глаз»             |                                                                                      |
| Тлингит                                  | jinkaat           | [ˈt͡ʃinkʰaːtʰ]             | «десять»           |                                                                                      |
| Турецкий                                 | uçak              | [ut͡ʃak]                   | «самолёт»          | См. Турецкая фонология                                                               |
| Убыхский                                 | [t͡ʃəbʒəja]        | [t͡ʃəbʒəja]                | «перец»            | См. Убыхская фонология                                                               |
| Украинский                               | чотири            | МФА: [t͡ʃo̞ˈtɪrɪ]о файле    | «четыре»           | См. Украинская фонология                                                             |
| Урду                                     | چاۓ               | [t͡ʃɑːj]                   | «чай»              | Контрастирует с придыхательной формой. См. Фонология урду                            |
| Фарси                                    | چوب               | [t͡ʃuːb]                   | «лес»              | См. Фонология фарси                                                                  |
| Фарерский                                | tjørn             | [t͡ʃɶtn]                   | «озеро»            |                                                                                      |
| Хинди                                    | चाय                | [t͡ʃɑːj]                   | «чай»              | Контрастирует с придыхательной формой. См. Фонология хинди                           |
| Хорватский                               | učitelj           | МФА: [ut͡ʃiteʎ]о файле     | «учитель»          | См. Сербо-хорватская фонология                                                       |
| Чешский                                  | morče             | [mo̞rt͡ʃɛ]                  | «морская свинка»   | См. Чешская фонология                                                                |
| Шотландский гэльский                     | slàinte           | [slaːnt͡ʃə]                | «здоровье»         | См. Гэльская фонология                                                               |
| Эсперанто                                | ĉar               | [t͡ʃar]                    | «потому что»       | См. Фонология эсперанто                                                              |
| Юпик                                     | nacaq             | [ˈnat͡ʃaq]                 | «капюшон парки»    |                                                                                      |